# Jon Michelet
Pour les articles homonymes, voir Michelet.
Œuvres principales
Comme neige
La Femme congelée
Jon Michelet, né le 14 juillet 1944 à Moss dans le comté d'Østfold en Norvège et mort le 14 avril 2018 à Oslo (Norvège), est un écrivain, un présentateur de télévision et un homme politique norvégien, auteur de roman policier, de littérature d'enfance et de jeunesse et d'ouvrages sur le football.

## Biographie
Jon Michelet fait des études supérieures à l'université d'Oslo, où il obtient un diplôme en journalisme. Dans les années 1970, il est militant du Arbeidernes kommunistparti (no)) pour lequel, de 1972 à 1976, il s'occupe de la publication d'un organe de presse. De 1997 à 2002, il est rédacteur en chef du journal Klassekampen (no).
En 1975, il publie son premier roman, Den drukner ei som henges skal, premier volume d'une série consacrée à l'inspecteur gauchiste Vilhelm Thygesen. Avec le quatrième roman de cette série, Comme neige (Hvit som snø), et le neuvième, La Femme congelée (Den frosne kvinnen), il remporte le prix Riverton en 1981 et en 2001. Trois romans de cette série policière ont donné lieu à une mini-série télévisée en trois épisodes. Le personnage de Thygesen y est incarné par l'acteur Reidar Sørensen.
Son roman Orions belte (1977) est adapté au cinéma en 1985 par Ola Solum, sous le même titre.
Avec Dag Solstad, il publie cinq ouvrages sur les coupes du monde de football 1982, 1986, 1990, 1994 et 1998. Il écrit également de la littérature d'enfance et de jeunesse.
De 2003 à 2009, il est président du Rivertonklubben (no).
Lors des élections législatives norvégiennes de 2009, il est l'un des candidats du parti Rouge, un parti de la gauche antilibérale fondé en 2007.
Il est présentateur d'émissions de télévision de divertissements, notamment Fort Boyard et Verdensmester (no).

### Famille
Jon Michelet est le fils du peintre Johan Fredrik Michelet (no) et le père de Tania Michelet (no) et de Marte Michelet (no).

## Œuvre

### Romans

#### SérieVilhelm Thygesen
- Den drukner ei som henges skal (1975)
- Mellom barken og veden (1975)
- Jernkorset (1976)
- Comme neige, Presses universitaires de Caen, coll. « Fabulae », 2012 (Hvit som snø, 1980)  (ISBN 978-2-84133-403-2)Réédition, Paris, Éditions Points, coll. « Points » no P2938, 2012  (ISBN 978-2-7578-3166-3)
- Den gule djevelens by (1981)
- Panamaskipet (1984)
- Mannen på motorsykkelen (1985)
- Thygesens terrorist (1989)
- La Femme congelée, Presses universitaires de Caen, coll. « Fabulae », 2011 (Den frosne kvinnen, 2001)  (ISBN 978-2-84133-371-4)Réédition, Paris, Éditions Points, coll. « Points » no P2751, 2012  (ISBN 978-2-7578-2616-4)
- Thygesen-fortellinger (2005)
- Mordet på Woldnes (2008)
- Døden i Baugen (2010)

#### SérieEn sjøens helt
- En sjøens helt – Skogsmatrosen (2012)
- En sjøens helt – Skytteren (2013)
- En sjøens helt – Gullgutten (2014)
- En sjøens helt – Blodige strender (2015)

#### Autres romans
- Tiger Bay (1977)
- Orions belte (1977)
- Terra Roxa (1982)
- Le Coconut (1988)
- Farvel til en prins (1993)
- Aftensang i Alma Ata (2003)

### Ouvrages sur les coupes du monde de football
- VM i fotball 1982 (1982) (coécrit avec Dag Solstad)
- VM i fotball 1986 (1986) (coécrit avec Dag Solstad)
- VM i fotball 1990 (1990) (coécrit avec Dag Solstad)
- VM i fotball 1994 (1994) (coécrit avec Dag Solstad)
- VM i fotball 1998 (1998) (coécrit avec Dag Solstad)

### Autres ouvrages
- Jernkorset – kapitlet som ble vekk (1976), coécrit avec Tron Øgrim
- 7800 demonstranter sporløst forsvunnet – og andre merkverdige historier fra 1970-åra (1978)
- Angrepet på Longeyarbyen (1978)
- Matros Tore Solem og hans skip (1979) (coécrit avec Gunnar Bull Gundersen (no))
- Jerv (jervere, jervest?) (1983)
- Vår afrikanske eksplosjon (1986)
- Brevet til Fløgstad (1987)
- Den flyvende brasilianer bind 1. (1987)
- Den flyvende brasilianer bind 2.(1988)
- Vulka! (1991)
- Leve republikken (og Märtha Louises privatliv) (1995)
- Grønland på langs : G2 ekspedisjonen (1997)
- Høyt mot nord, langt mot sør : Reisebrev per satellitt fra Arktis og Antarktis (2006)
- Havets velde (2007)
- Den siste krigsseileren (2007)
- Brev fra de troende (2008)
- Snøfonnenes geograf (2010)
- En krigsseilers dagbok (2010)
- Mappa mi. En beretning om ulovlig politisk overvåking (2011)

## Prix et distinctions

### Prix
- Prix Riverton 1981 pour Hvit som snø[2]
- Språklig samlings litteraturpris) 1991[3]
- Prix Riverton 2001 pour Den frosne kvinnen[2]
- Østfoldprisen (no)) 2013[4]

## Littérature
- Tom Egil Hverven (no). «En sjøens helt: For krigsseilernes familier har Jon Michelets verk åpnet for historiene om deres nærmeste. I samme båt». 2018-09-15. Klassekampen Bokmagasinet. P. 4-5